# John Bissinger
John Frederick Bissinger (New York, 7 gennaio 1879 – New York, 20 gennaio 1941) è stato un ginnasta e multiplista statunitense.

## Carriera
Bissinger partecipò ai Giochi olimpici di Saint Louis 1904, dove vinse la medaglia d'argento nella gara di concorso a squadre. Alla stessa Olimpiade giunse ottavo nel concorso generale individuale, quinto nel triathlon e quattordicesimo nel concorso a tre eventi.

## Palmarès
In carriera ha conseguito i seguenti risultati:
- Giochi olimpici

St. Louis 1904: medaglia d'argento nel concorso a squadre.